# Lava Records
Lava Records — американський лейбл звукозапису, заснований 1995 року.

## Історія компанії
Засновником та президентом компанії став американський підприємець Джейсон Флом. З 1979 року Флом працював на лейблі Atlantic Records, де починав кар'єру у відділі продажів, уклавши угоду з такими артистами, як Торі Еймос, Twisted Sister та Clannad, врешті решт досягнувши позиції старшого віцепрезидента (SVP). 1995 року Флом започаткував власний лейбл Lava Records як спільне підприємство з Atlantic Records.
Першим релізом Lava Records став дебютний альбом американської співачки Джилл Собул. Протягом другої половини 1990-х років на лейблі виходили записи Matchbox 20, Sugar Ray, The Corrs, Кід Рока, Анкл Крекера, Черрі та багатьох інших.
На початку 2000-х років велися розмови про те, що Флом продасть свою частку лейблу Atlantic Records за 50 млн доларів. 2004 року Флома було призначено керівником Atlantic Records, а ще за рік він очолив Virgin Records. 2005 року було оголошено, що Lava Records офіційно стали частиною Atlantic Records. Це тривало три роки, аж доки 2008 року Флом не відновив бренд Lava Records, зробивши його спільним підприємством разом із Republic Records.
Протягом 2010-х років на Lava Records виходили записи Jessie J, Black Veil Brides та Lorde. Попри зацікавленість мейджор-лейблів Sony та Warner, Lava Records залишалися незалежним лейблом, співпрацюючи з UMG/Republic. Станом на 2024 рок артистами лейблу були гурти Greta Van Fleet, The Warning, Гейден Гендерсон, Yonaka, Kaeto, Jessie J та Lorde.